# 2003 YN179
2003 YN179, também escrito como 2003 YN179, é um objeto transnetuniano que está localizado no Cinturão de Kuiper, uma região do Sistema Solar. Este corpo celeste é classificado como um cubewano. Ele possui uma magnitude absoluta de 6,8 e tem um diâmetro estimado com 192 km.

## Descoberta
2003 YN179 foi descoberto no dia 16 de dezembro de 2003.

## Órbita
A órbita de 2003 YN179 tem uma excentricidade de 0,003 e possui um semieixo maior de 44,344 UA. O seu periélio leva o mesmo a uma distância de 44,224 UA em relação ao Sol e seu afélio a 44,464 UA.